# Dinotopia: The World Beneath
Dinotopia: The World Beneath is een fantasyboek van de Amerikaanse auteur James Curney. Het boek is het tweede uit een reeks boeken over het fictieve eiland Dinotopia.
Het boek werd in 1995 uitgegeven door Turner Publishing.

## Inhoud
Bij aanvang van het boek test Will Denison een uitvinding van zijn vader uit; een mechanische libel-achtige machine genaamd de Dragoncopter. De dragoncopter weigert echter dienst, en Will wordt net op tijd gered door zijn skybax Cirrius.
Ondertussen probeert Arthur Denison de raad van Waterfall City ervan te overtuigen een tweede expeditie naar de onderwereld te organiseren. Arthur is hier al een keer geweest in het eerste boek, en toont hen enkele voorwerpen die hij toen meegenomen heeft: een zonnesteen en de helft van een sleutel. Een muzikant genaamd Oriana Nascava blijkt de andere helft van de sleutel te bezitten. Volgens haar is haar helft van de sleutel al generaties lang een familiebezit. Ze wil Arthur haar helft alleen geven als ze mee mag op expeditie, dus stemt Arthur met tegenzin toe.
Samen met Bix en Lee Crabb vertrekt de groep met een primitief soort duikboot naar de onderwereld. Ondertussen krijgen Will en Sylvia opdracht om een karavaan van sauropoda’s door de jungle te loodsen. De jungle is vergeven van de roofdieren. Cirrus brengt Will naar een oude ruïne, die blijkbaar een sterke aantrekkingskracht heeft op Tyrannosaurussen.
Arthur, Oriana, Bix en Lee verkennen de grotten onder Dinotopia, en ontdekken de sporen van varens die direct ontkiemen. Tevens liggen er mechanische onderdelen, die in beweging komen zodra er een zonnesteen in hun buurt wordt gehouden. Uiteindelijk ontdekt de groep een grote kamer met dinosaurusachtige machines genaamd Strutters. Vermoedelijk zijn deze achtergelaten door een oude beschaving die ooit op het eiland woonde. De groep besluit twee van de Strutters mee te nemen als transportmiddel. Met de strutters kunnen ze via een schacht in het plafon de grot verlaten, en belanden in dezelfde jungle waar Will en Sylvia met de karavaan doorheen reizen. 
Wanneer Arthur over der ruïne hoort, denkt hij te weten waarom de tyranosaurssen de ruïne bewaken. Er ligt een mythische robijnen zonnesteen in. Hij, Oriana en Bix besluiten de ruïne op te zoeken. Onderweg bevrijden ze een jonge Giganatosaurus. In de ruïne vertelt Bix Arthur dat in een ver verleden een aantal mensen erin zijn geslaagd Dinotopia te verlaten. Zij brachten de kennis van Dinotopia toen naar hun eigen land, wat onder andere resulteerde in het ontstaan van de oude Egyptische en Griekse beschavingen.
Zodra de groep arriveert in de kamer waar de robijnen zonnesteen moet liggen, blijkt Lee Crabb daar al te zijn. Hij wil met de zonnesteen een leger van Strutters maken en het eiland plunderen. Arthur achtervolgt Crabb met Stinktooth, een Giganatosaurus. De twee jagen Lee de zee in, maar niet voor ze hem de zonnesteen afhandig hebben gemaakt. In de worsteling verliest Arthur echter zijn dagboek, dat ook in zee valt. 
Aan het eind wordt Lee opgesloten voor zijn misdaden. Het dagboek wordt gevonden door Portugese schippers.

## Achtergrond
Dit boek diende deels als inspiratie voor de film Dinotopia: Quest for the Ruby Sunstone. Ook daarin draait het verhaal om een schurk die met een robijnen zonnesteen Dinotopia wil veroveren.